# Hausgauen
Hausgauen (elsässisch Hüsgaie) ist eine französische Gemeinde mit 372 Einwohnern (Stand 1. Januar 2022) im Département Haut-Rhin in der Region Grand Est (bis 2015 Elsass). Sie gehört zum Arrondissement Altkirch, zum Kanton Altkirch und zum Gemeindeverband Sundgau.

## Geografie
Die Gemeinde Hausgauen im Sundgau liegt im Tal des Ill-Nebenflusses Thalbach zwischen Altkirch und Basel.
Der Ort liegt im lössbedeckten Sundgauer Tertiärhügelland, im Bereich der pliozän-altpleistozänen Sundgauschotter. Das Tal weist die für den Sundgau typische Asymmetrie auf. Der stärker wetterexponierte, damit stärker erodierte Nordhang ist steiler als der unter dem Lössmantel sanfter geböschte Südhang.
Nachbargemeinden von Hausgauen sind Heiwiller im Norden, Wahlbach im Nordosten, Hundsbach im Osten, Willer im Süden, Bettendorf im Südwesten sowie Schwoben im Westen.

## Geschichte
1251 als Huschove erwähnt. Bis 1324 zur Grafschaft Pfirt gehörend, dann habsburgisch bis 1648. Übergang an Frankreich. Im Dreißigjährigen Krieg von den Schweden zerstört.
Von 1871 bis zum Ende des Ersten Weltkrieges gehörte Hausgauen als Teil des Reichslandes Elsaß-Lothringen zum Deutschen Reich und war dem Kreis Altkirch im Bezirk Oberelsaß zugeordnet.

### Bevölkerungsentwicklung
| Jahr      | 1910 | 1962 | 1968 | 1975 | 1982 | 1990 | 1999 | 2006 | 2019 |
| Einwohner | 367  | 263  | 269  | 285  | 326  | 351  | 381  | 441  | 380  |

## Sehenswürdigkeiten
Kapelle St. Brice: Im Dorf Hausgauen gibt es keine Kirche. Nordwestlich des Dorfkerns auf der rechten Seite des Thalbaches befindet sich aber eine 1695 datierte Kapelle. Die im Westgiebel sichtbare Fischgrät-Struktur des Mauerwerks (opus spicatum) berechtigt zu der Annahme, dass der Kernbestand bis in die ottonische Zeit zurückgeht. An die Kapelle schließt sich eine bis 1879 bewohnte Einsiedlerbehausung an. Die Kapelle war lange Zeit ein viel besuchter Wallfahrtsort. (St. Brictius/St. Britzgy/Saint Brice wurde bei Kinderkrankheiten aufgesucht.) Die Kapelle St-Brice wurde Ende der 1990er Jahre restauriert.
Die Kapelle gehörte zu dem spätestens im Dreißigjährigen Krieg abgegangene Dorf Dennach, das sich beiderseits des Thalbaches zwischen Hausgauen und Schwoben erstreckte. Jüngere Ausgrabungen haben hochmittelalterliche Gräber um die Kapelle freigelegt. Hausgauen führt die Kapelle in stilisierter Form im oberen Wappenteil. Die Kapelle liegt heute sehr isoliert und ist nur zu Fuß erreichbar.
Zahlreiche gut erhaltene Fachwerkbauten: Neben den Häusern in Rähmbauweise gibt es auch einige in der altertümlicheren Ständerbauweise, z. Bsp. Rue des Abeilles 8 mit traufseitiger Laube, die bei der Ständerbauweise mit Pfosten gestützt werden muss. Beim Haus Rue des Abeilles Nr. 1 sprechen die Ständerbauweise mit hauswandhohen Streben, das weitabständige Fachwerk und die kleinen Fenster für das hohe Alter des Bauwerks. Ein Wandständerbau ist auch Haus Rue de la Vallée Nr. 20. Bei den Häusern in der Rue de la Vallée Nr. 14 und 12 (datiert 1779) erlaubt die Rähmbauweise freitragende Lauben auf den verlängerten Deckenbalken des Erdgeschosses. Nur der Eckständer der Laube muss durch eine Strebe gestützt werden. Rue du Chêne Nr. 1, im Sundgau selten: ein Kniestockhaus. Bei einigen Häusern wurde auf den im Sundgau üblichen Krüppelwalm verzichtet. Stattliches Fachwerk-Anwesen der Moulin de la Vallée (Talmühle) am westlichen Ortsausgang.

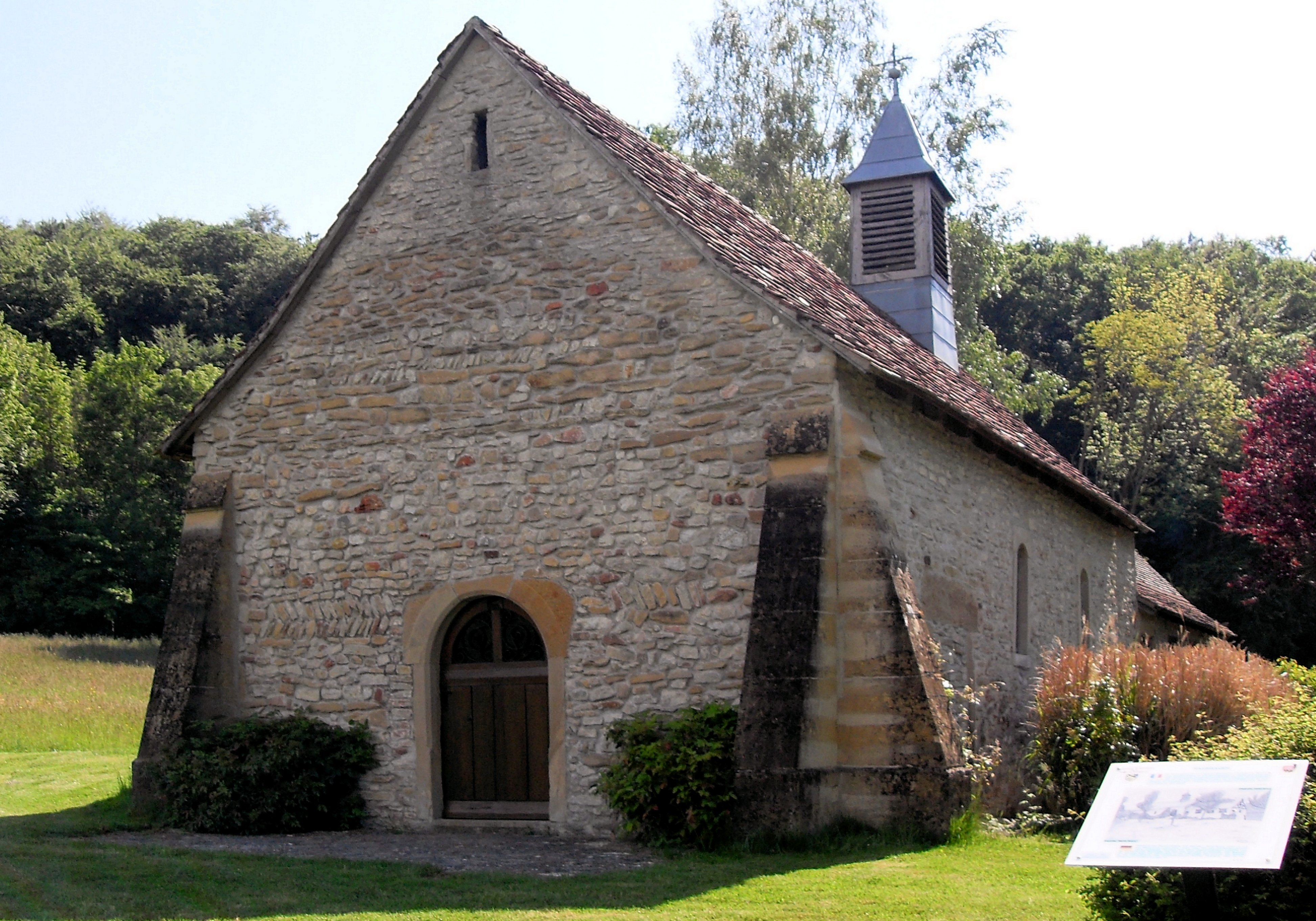
Kapelle St. Brictius

## Nachweise
1. ↑  Gemeindeverzeichnis Deutschland 1900 – Kreis Altkirch
2. ↑  R. Moosbrugger-Leu: Die St. Chrischonakirche bei Bettingen. In: Führer zu vor- und frühgeschichtlichen Denkmälern. Band 47. Mainz am Rhein 1981, S. 279.
3. ↑  E. Reinhard: Die Siedlungen im Sundgau. 1965, S. 85.